# T-Pain
T-Pain, eg. Faheem Rasheed Najm, född 30 september 1984 i Tallahassee, Florida, är en amerikansk R&B-artist som slog igenom 2005.

## Karriär

### 2005–2006: Rappa Ternt Sanga
T-Pain släppte sin första skiva Rappa Ternt Sanga 2005, Akon hörde en remix som T-Pain gjort av hans låt "Locked Up". T-Pains remix kallades "Fu**ed Up". Akon gillade låten och han signade T-Pain till hans nybildade skivbolag Konvict Muzik, hans första singlar "Im Sprung" & "I'm N Luv (Wit A Stripper)" hamnade 8:a och 5:a på den amerikanska topplistan.

### 2007: Epiphany
Under 2007 släppte T-Pain sin andra skiva Epiphany med Yoel, singlar från skivan var "Buy U a Drank (Shawty Snappin') feat. Yung Joc & Bartender feat. Akon, "Buy U a Drank" var T-Pains första listetta i USA, "Bartender" hamnade på 5:e plats. Epiphany debuterade som nummer 1 på USA:s Top 200 album och den har sålt 1 miljon exemplar sedan maj 2008.[källa behövs] Under tiden var han med i låtarna "I'm a Flirt med R. Kelly & T.I., "Outta My System" med Bow Wow, "Baby Don't Go" med Fabolous, "Shawty" med Plies, "Kiss Kiss" med Chris Brown, "Low" med Flo Rida och "Good Life" med Kanye West.

### 2008: Thr33 Ringz
Hans tredje album Thr33 Ringz släpptes den 11 november. "Can't Believe It" feat. Lil Wayne är första singeln; musikvideon gjorde premiär den 26 augusti på BET, "Chopped N Skrewed" feat. Ludacris är den andra singeln. På skivan kommer flera stjärnor som, Chris Brown, Kanye West, Ludacris, DJ Khaled, Lil Wayne och många fler, att vara med.
Tredje singeln är "Freeze" feat. Chris Brown.

## Priser och nomineringar
- American Music Awards
  - 2007, Favorite Male Artist [Nominerad]
- BET Awards
  - 2008, Best Collaboration ("Kiss Kiss") with Chris Brown (Nominerad)[1]
  - 2008, Best Collaboration ("Low") with Flo Rida [Nominerad][1]
  - 2008, Viewer's Choice  ("Kiss Kiss") with Chris Brown (Nominerad)[1]
  - 2008, Best Collaboration ("Good Life") with Kanye West (Vann)[2]
  - 2008, Video of the Year ("Good Life") with Kanye West (Nominerad)[1]
- BET Hip Hop Awards
  - 2008, Best Ringtone ("Low") with Flo Rida [Nominerad]
  - 2008, Best Hip-Hop Video ("Good Life") with Kanye West [Vann]
  - 2008, Best Hip-Hop Collabo ("Low") with Flo Rida [Nominerad]
  - 2008, Best Hip-Hop Collabo ("Good Life") with Kanye West [Nominerad]
  - 2008, Track of the Year ("Good Life") with Kanye West [Nominerad]
- BMI Urban Awards
  - Song Writer Of The Year (Vanna)
  - Producer Of The Year shared with J.R. Rotem & Kanye West (Vann)
- Grammy Awards
  - 2008, Album of the Year (Graduation) [Noinerad]
  - 2008, Best R&B Performance by a Duo or Group ("Bartender") with Akon [Nominerad]
  - 2008, Best Rap/Sung Collaboration ("Good Life") With Kanye West [Nominerad]
  - 2008, Best Rap/Sung Collaboration ("Kiss Kiss") with Chris Brown [Nominerad]
  - 2008, Best Rap Song ("Good Life") with Kanye West (Vann)
- Ozone Music Awards
  - 2008, TJ's DJ's Hustler of the Year [Nominerad]
  - 2008, Club Banger of the Year ("I'm So Hood") with DJ Khaled, Trick Daddy, Rick Ross, & Plies [Nominerad]
  - 2008, Club Banger of the Year ("Low") with Flo Rida [Nominerad]
  - 2008, Best Rap/R&B Collaboration ("She Got It") with 2 Pistols & Tay Dizm [Nominerad]
  - 2008, Best R&B Artist [Nominerad]
  - 2008, Best TJ's DJ's Tastemaker Award (Vann)
  - 2007, Best Male R&B Artist (Vann)
  - 2007, Best Rap/R&B Collaboration ("Shawty") with Plies (Vann)
  - 2007: Best Rap/R&B Collaboration ("Buy U a Drank (Shawty Snappin')" with Yung Joc [Nominerad]
- MTV Video Music Award
  - 2008, Best Hip-Hop Video ("Low") with Flo Rida (Nominerad)
  - 2008, Best Male Video ("Low") with Flo Rida [Nominerad]
  - 2007, Monster Single of the Year ("Buy U a Drank (Shawty Snappin)"), featuring Yung Joc [Nominerad]
- Teen Choice Awards
  - 2008, Choice Hook-Up: Flo Rida Featuring T-Pain, "Low"
  - 2008, Choice Music: R&B Artist - T-Pain
  - 2008, Choice Music: Rap/Hip-Hop Track - Lil Mama featuring Chris Brown and T-Pain, "Shawty Get Loose" (Vann)
- Vibe Awards
  - 2007, Best R&B Artist [Nominated]
  - 2007, Best Collaboration ("Buy U a Drank (Shawty Snappin)") with Yung Joc [Nominerad]
  - 2007, Song of the Year ("Buy U a Drank (Shawty Snappin)") with Yung Joc (Vann)
- The Streamer Awards
  - 2023, Best Music Streamer of the Year [winner]

## Diskografi
- 2005 Rappa Ternt Sanga
- 2007 Epiphany
- 2009 Thr33 Ringz
- 2010 RevolveЯ